# Anne-Marie Godart
Anne-Marie Godart ist eine französische Schlager- und Chansonsängerin.

## Leben und Wirken
Sie begann ihre Gesangskarriere Mitte der 1960er Jahre. Sie wurde zusammen mit Peter McLane ausgewählt, Monaco beim Grand Prix Eurovision de la Chanson von 1972 in Edinburgh zu vertreten. Mit dem Chanson Comme on s’aime („Wie man sich liebt“) erlangte das Duo den drittletzten Platz.
Von Godart erschienen noch weitere Singles in den 1970er Jahren, danach hatte sie nur noch sporadische Auftritte.